# Rhipidia (Rhipidia) illuminata
Rhipidia (Rhipidia) illuminata is een tweevleugelige uit de familie steltmuggen (Limoniidae). De soort komt voor in het Neotropisch gebied.